# Avellanos
Avellanos és un poble ribagorçà del terme municipal de Sarroca de Bellera, a la comarca del Pallars Jussà. Pertanyia, però, fins al 1972, al terme municipal de Benés, de la de l'Alta Ribagorça.
Es troba 3 quilòmetres a llevant del seu antic cap de municipi, Benés, però en una vall diferent: la del riu d'Avellanos, afluent per l'esquerra del riu de Manyanet.
Per poder-hi accedir, des de Sarroca de Bellera cal seguir cap al nord-oest la carretera L-521, i, al cap d'1 quilòmetre, quan està a punt d'entroncar amb la N-260, surt cap al nord una pista rural asfaltada que mena a Xerallo, Castellgermà, les Esglésies i la Mola d'Amunt, on arriba en uns 900 metres. Des d'aquest lloc surt cap al nord-est la pista que segueix la vall de la Valiri aigües amunt, i s'enfila a Avellanos en poc més de 5 quilòmetres.
El poble d'Avellanos té església parroquial, romànica, dedicada a santa Maria.
També hi ha l'ermita de Sant Joan de la Riberola, equidistant, aproximadament, dels pobles d'aquesta vall, que hi celebraven un important aplec.

## Història
En el Fogatge del 1553 hi consten 5 focs (uns 25 habitants).
Fins al 1831, any d'extinció dels senyorius, Avellanos pertangué als barons, després comtes, d'Erill.
Avellanos, juntament amb Castellnou d'Avellanos i Vilancòs, creà un ajuntament propi (Abellanós, Castellnou de Abellanós i Casas de Vilancós, en alguns documents), comú als tres pobles, a ran del desplegament de la Constitució de Cadis, el 1812. Aquest ajuntament deixà d'existir el febrer del 1847 a causa de la promulgació, dos anys abans, d'una nova llei municipal que fixava en un mínim de 30 veïns (caps de casa contribuents i electors) el mínim per mantenir ajuntament propi. En aquell moment aquest municipi fou agregat a Benés. Finalment, el 1972 tot aquest antic municipi fou agregat a Sarroca de Bellera.
Avellanos tenia 69 habitants el 1960, 17 el 1970, i 12 el 1981. El 2005 n'hi consten 7.

## Festes i tradicions
Avellanos és dels pobles que surten esmentats a les conegudes cobles d'en Payrot, fetes per un captaire fill de la Rua a mitjan segle xix. Deia, en el tros d'Avellanos:
| «                | Puja cap a Santa Coloma i no en troba sinó dos, Castellvill i Castellnou Bellanos i Vilancòs. I passa a Oveix i Guiró la digo, digo, digo, i passa a Oveix i Guiró i es menja la carn de moltó. | » |
| — Payrot, Cobles | |   |